# 727 a.C.
Il 727 a.C. (DCCXXVII a.C. in numeri romani) è un anno  dell'VIII secolo a.C.

## Morti
- Tiglatpileser III, sovrano assiro